# Золота Гірка
Золота Гірка (біл. вёска Залатая Горка) — село в складі Смолевицького району Мінської області, Білорусь. Село підпорядковане Жодинській сільській раді, розташоване в центральній частині області.